# Paper Mario: Color Splash
Paper Mario: Color Splash (ペーパーマリオ：カラースプラッシュ, Pēpā Mario: Karā Supurasshu) (Mario de Papel: Respingo de Cores) é um jogo eletrônico de ação e aventura da saga Paper Mario, desenvolvido pela Intelligent Systems e publicado pela Nintendo para Wii U. O jogo foi lançado mundialmente em outubro de 2016.

## História
Mario e Princesa Peach recebem uma carta da Prism Island, que é um Toad com suas cores drenadas. Isso faz com que Mario, Peach e outro Toad naveguem para Prism Island.
Ao chegar em Port Prisma, os três viajantes encontram um martelo, que fará Mario ir diretamente à Prisma Fountain, Os três encontram a cidade totalmente deserta, com muitos elementos sem cores. Eles encontram a fonte totalmente seca, Toad sai para poder encontrar alguém. Após isso, uma lata de tinta 3D aprece do fundo da ponte, e ao levar uma martelada de Paper Mario, a lata de tinta acorda, e acaba por ser Huey, o guardião das cores. Embora esteja bravo pela martelada, Huey se desculpa rapidamente com Mario, é então ouvido um grito de Toad, e o trio irá investigar o que aconteceu.
Eles encontram Toad, que está tendo suas cores drenadas por um Slurp Guy, Por não haver nenhum tipo de tinta para batalhar com Slurp Guy, Huey se espreme e se torna um objeto 2D, sua forma ''Paper''.
Após a batalha, Huey retorna a fonte, e se assusta por ela estar seca. Ele explica que a fonte é alimentada por 6 Big Paint Stars, que são a fonte principal de vida para a ilha, Huey sente cheiro de tinta e pensa que no topo da torre da cidade, está a primeira Big Paint Star, mas na verdade, era uma Mini Paint Star, Huey então, explica que as Mini Paint Stars conduzem a uma Big Paint Star, Paper Mario, junto com Huey saem da Prisma Fountain para iniciar sua aventura em busca das 6 Big Paint Stars.
Ao longo da aventura, o jogador descobre que Bowser possuído pela tinta preta da fonte está causando desordem novamente e sequestra a princesa Peach, que deixa uma mensagem para que Mario e Huey saibam o que Bowser pretende fazer (De modo semelhante ao que acontecia nos primeiros 2 jogos, só que de forma muito aleatória, isso devido que os capítulos desse jogo são muito complexos e confusos que os antigos).

## Desenvolvimento
Paper Mario: Color Splash foi anunciado na Nintendo Direct de 3 de março de 2016.

## Lançamento
Paper Mario: Color Splash foi anunciado como um lançamento de 2016 durante uma apresentação no Nintendo Direct em 3 de março de 2016. Após sua revelação, Color Splash recebeu uma recepção negativa dos fãs da franquia, que criticaram o jogo por suas semelhanças estéticas com Sticker Star e pela decisão de continuar a fórmula de ação e aventura introduzida por Sticker Star. Logo após o anúncio de Color Splash, foi criada uma petição no Change.org pedindo o cancelamento do jogo, juntamente com o jogo Metroid Prime: Federation Force, para Nintendo 3DS. Nick Pino, da TechRadar, chamou a petição de "um exemplo assustador da rapidez e da severidade com que julgamos os jogos sobre os quais não sabemos quase nada". Kate Gray, também da TechRadar, apontou que o jogo parecia focado em colecionáveis em vez de enredo. Stephen Totilo, da Kotaku, acreditava que a franquia Paper Mario estava "no meio de uma crise de identidade" e que enfrentava redundância porque era uma das duas franquias de jogos de RPG de Mario, sendo o outro Mario & Luigi. Quando questionado sobre o gênero de Color Splash na E3 2016, Tabata reafirmou que se tratava de um jogo de ação e aventura e que Mario & Luigi continuará a preencher o nicho dos jogos de RPG de Mario.
O jogo foi lançado mundialmente em 7 de outubro de 20016, e estava disponível para pré-venda na Nintendo eShop em 22 de setembro de 2016. No entanto foi descoberto rapidamente que a Nintendo of America disponibilizou o jogo completo através deste método, duas semanas antes do lançamento oficial. A Nintendo posteriormente retirou o jogo da pré-venda da Nintendo eShop, mas pessoas que haviam baixado o jogo conseguiram manter suas cópias. Color Splash vendeu 20 894 cópias na sua primeira semana de lançamento no Japão. 37 093 cópias no mês seguinte. Ao fim do ano de 2017, as vendas japonesas totalizaram 86 mil unidades.

## Recepção
O jogo por ter sido lançado às vesperas do descontinuamento do console apresentou baixas vendas e foi praticamento esquecido, devido ao seu fator replay e seu único arquivo de save, desmotivarem muitas outras jogatinas. Foi avaliado como um jogo mediano pelos sites de review IGN, Metacritic e outros afins.